# Orthenches
Orthenches é um gênero de mariposa pertencente à família Acrolepiidae.